# Лейк, Ричард Стюарт
Ричард Стюарт Лейк (англ. Richard Stuart Lake; 10 июля 1860, Престон, Ланкашир, Англия, Великобритания — 23 апреля 1950, Виктория, Британская Колумбия, Канада) — канадский государственный и политический деятель британского происхождения, член Законодательного собрания Северо-Западных территорий и Палаты общин Парламента Канады, лейтенант-губернатор Саскачевана с 18 октября 1915 года по 18 февраля 1921 года. Рыцарь-Командор ордена Святого Михаила и Святого Георгия.

## Биография

### Ранние годы
Ричард Стюарт Лейк родился 10 июля 1860 года в Престоне (Ланкашир, Англия), в семье подполковника Перси Годфри Ботфильда Лейка и его жены Маргарет, урождённой Филлипс из Квебека. Принадлежал к англиканской церкви.
Лейк окончил Хевершамскую школу грамоты в Уэстморленде. С 1878 по 1883 год он работал в британской Гражданской службе: последние три года служил в адмиралтействе на Кипре, а также на Мальте. В 1883 году вместе с младшим братом Артуром приехал в Саскачеван и поселился в усадьбе близ Гренфелла, а годом позже к ним присоединились и родители. Лейк активно занимался фермерством, был вице-президентом Территориальной ассоциации производителей зерновых культур и местным мировым судьей.

### На депутатских должностях

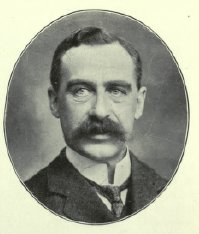
Член Палаты общин Ричард Лейк

4 ноября 1898 года на всеобщих выборах Лейк был избран в Законодательное собрание Северо-Западных территорий 4-го созыва от округа Гренфелл. 7 ноября 1900 года ушёл в отставку и выставил свою кандидатуру на канадских федеральных выборах от консерваторов в округе Ассинибойя-Ист, но проиграл либералу Джеймсу Дугласу. 22 марта 1901 года на до-выборах был переизбран в Законодательное собрание Северо-Западных территорий от округа Гренфелл, а 21 мая 1902 года — избран в собрание 5-го созыва от того же округа.
Пробыв в Законодательном собрании Северо-Западных территорий семь лет, 3 ноября 1904 года ушёл в отставку и выставил свою кандидатуру на канадских федеральных выборах от округа К’Аппель, в результате чего был избран в Палату общин Парламента Канады 10-го созыва, победив либерала Леви Томсона. 26 октября 1908 года был переизбран в парламент 11-го созыва, обойдя либерала Джеймса Брауна всего на сто голосов. 21 сентября 1911 года не смог избраться в парламент 12-го созыва, проиграв либералу Леви Томсону. После поражения, до 1915 года работал в Саскачеванской комиссии по государственной службе.

### На посту лейтенант-губернатора Саскачевана

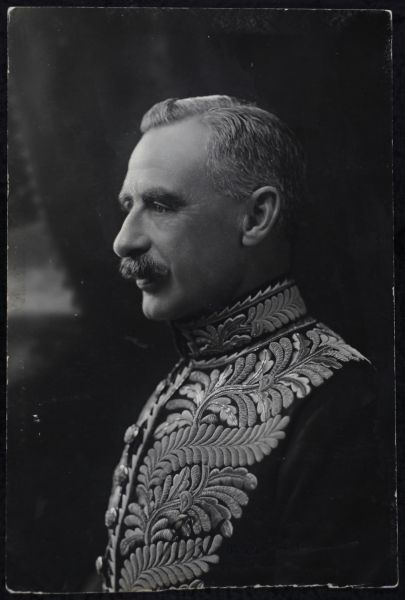
Лейк в придворном мундире

18 октября 1915 года был назначен на пост лейтенант-губернатора Саскачевана, став третьим человеком в этой должности, на которой сменил Джорджа Брауна. Фигура Лейка как человека, чей отец был британским военным героем, а старший брат Перси отличился во время службы в армии, как нельзя больше подходила для разъяснения целей ведения войны и ведения соответствующей пропаганды среди населения Канады, то есть на внутреннем фронте. В это время, отягощённое большими боевыми потерями и оттого трудное для союзников, Лейк стал первым президентом Лиги рекрутинга Реджайны, а также президентом провинциального отделения Красного Креста, повысив его известность до такой степени, что Саскачеван стал мировым лидером по благотворительным пожертвованиям на душу населения за 1918 год. Лейк занимал должность лейтенант-губернатора до 17 февраля 1921 года, когда несмотря на соответствующее предложение отказался идти на второй срок. На этом посту его сменил Генри Ньюлендс.

### Последующая жизнь
После отставки Лейк поселился в Виктории, где продолжал играть активную роль в деятельности Красного Креста и политике Канады во время Второй мировой войны.
3 сентября 1939 года Лейк с женой выжил при катастрофе пассажирского лайнера «S.S. Athenia», потопленного немецкой торпедой, но сумевшего продержаться некоторое время на плаву до прибытия шлюпок со спасательных кораблей, в том числе с норвежского судна «MS Knute Nelson», на котором и спаслась чета Лейков.
Ричард Стюарт Лейк скончался 23 апреля 1950 года в возрасте 89 лет в своём доме в Виктории (Британская Колумбия). Прощальная панихида прошла в англиканской церкви Святой Марии в присутствии нескольких сотен людей и представителей федерального и провинциального правительств, а после кремации прах Лейка упокоился в парке Роял-Ок, рядом с могилой брата Перси.

## Личная жизнь
В 1910 году женился на Дороти Мэрион Шрайбер Флетчер, младшей дочери доктора права Джеймса Флетчера из Оттавы. У них были одна дочь и четверо сыновей, один из которых родился в Доме правительства.

## Награды
3 июня 1918 года был возведён в звание Рыцаря-Командора ордена Святого Михаила и Святого Георгия с правом на приставку «сэр» к имени.